# دهستان مذکوره
دهستان مذکوره، دهستانی است از توابع بخش مرکزی شهرستان ساری در استان مازندران.
جمعیت این دهستان بر اساس سرشماری سال ۱۳۹۵ در حدود (۶٬۳۹۴ خانوار) ۱۹٬۴۸۴ نفر است.